# Wario Land: Super Mario Land 3
Wario Land: Super Mario Land 3 oder Super Mario Land 3: Wario Land (jap. スーパーマリオランド3 ワリオランド, Hepburn: Sūpā Mario Rando 3: Wario Rando) ist ein Jump-’n’-Run-Videospiel des japanischen Unternehmens Nintendo. Der Name des Spiels ist jedoch irreführend, da Mario in diesem Spiel kaum in Erscheinung tritt. Stattdessen steuert der Spieler dessen Rivalen Wario. Es ist das erste Spiel, in dem Wario sowohl als Titelfigur als auch als Spielfigur auftritt. Es verkaufte sich über 5 Millionen Mal. Dem Spiel folgte eine ganze Wario-Land-Serie, der erste Nachfolger trägt den Titel Virtual Boy Wario Land, sehr oft wird aber auch Wario Land II als Nachfolger genannt.

## Handlung
Die Handlung greift das Ende von Super Mario Land 2 auf, in dem Wario aus Marios Schloss vertrieben wurde, das er zuvor noch besetzt hatte. Wario ist nun auf der Suche nach einer neuen Bleibe. Da erfährt er zufällig, dass die Brown-Sugar-Piraten die Goldstatue von Prinzessin Peach gestohlen haben und dass Mario sie zurückholen soll. Wario schmiedet sofort Pläne, was er mit dem kostbaren „Goldkind“ anfangen könnte. Mit dem Reichtum will er an ein eigenes Schloss kommen. Daher reist Wario umgehend zur Pfeffer-Insel (engl. Kitchen Island), auf der das Versteck der Piraten liegt, um sich die Statue und weitere von deren Schätzen zu erkämpfen. Dies ist allerdings leichter gesagt als getan, da die Piraten, insbesondere ihre Anführerin Captain Syrup, die Kostbarkeit nicht einfach so hergeben wollen.

## Spielprinzip

### Allgemeines
Vor dem Betreten eines Levels ist Wario auf einer Karte der Pfeffer-Insel sichtbar, auf der er zum gewünschten Level manövriert werden kann. Nach dem erfolgreichen Bestehen eines Levels wird der nächste freigeschaltet. Genretypisch ist die Pfeffer-Insel in mehrere Gebiete, sieben an der Zahl, unterteilt, die aus mehreren Leveln bestehen, und in jedem Gebiet gilt es, einen Endgegner zu besiegen.
Die Steuerung Warios erinnert an die Mario-Spiele, weist jedoch einige stärkere Unterschiede auf. Ebenso wie Mario kann Wario auf Gegner springen, aber damit betäubt er sie nur. Anschließend kann er sie packen und wegwerfen, und dabei auch als Wurfgeschoss gegen andere Gegner einsetzen. Im Gegensatz zu Mario, der oft schon bei der bloßen Berührung eines Gegners Schaden erleidet, kann Wario eine Vielzahl der Gegner auch von der Seite anstoßen und gegen eine Wand schubsen, sodass diese ebenfalls betäubt werden und aufgehoben werden können. Gerät Wario aber beispielsweise an einen spitzen Gegenstand, den ein Gegner trägt, erleidet auch Wario Schaden.
Durch eine markante Attacke Warios, der Rippenstoß, der zu einem von Warios Markenzeichen in der gesamten Wario Land-Reihe gehört, können Gegner ebenfalls besiegt werden, allerdings bei bewaffneten Gegnern auch nur an der ungeschützten Seite. Außerdem lassen sich weniger stabile Blöcke auf diese Weise zertrümmern, was oft erforderlich ist, um den Weg freizumachen.
Wird Wario in seiner normalen Form oder in einer der speziellen Formen von einem Gegner verletzt, verwandelt er sich zu Mini-Wario, der bei erneutem Schaden ein Leben verliert und auch den Rippenstoß nicht einsetzen kann. Wario verliert ebenfalls ein Leben, wenn er von einer Wand zerdrückt wird, in einen Abgrund fällt oder vor Ablauf der Zeit nicht ins Ziel kommt.

### Gegenstände

#### Münzen und Schätze
Neben der Bezwingung der Piraten ist ein weiteres Hauptziel des Spiels, so viele Münzen wie möglich zu sammeln, die am Spielende zur Bezahlung für Warios neues Heim verwendet werden. Zusätzlich lassen sich die Münzen als Einsatz bzw. Zahlungsmittel für zwei unterschiedliche Bonus-Spiele benutzen. Einige Münzen sind auch in Blöcken versteckt, die, wie aus den Mario-Spielen bekannt, von unten angesprungen werden müssen. Nach dem Abschluss eines Levels werden die darin gesammelten Münzen dem Münzkonto hinzugerechnet.
Außer den Münzen sind auch einige besondere Schätze zu finden, die hinter verschlossenen Türen versteckt sind, zu denen erst der Schlüssel gefunden werden muss. Diese haben einen unterschiedlich hohen Wert, der sich erst bei der Abrechnung am Spielende auf dem Münzkonto bemerkbar macht.
Es gibt außerdem große Münzen, die Wario 100 normale Münzen geben. Sie sind sehr gut versteckt.

#### Pötte
Neben seiner normalen Form kann Wario einige spezielle Formen im Spiel annehmen, die er durch das Einsammeln von sogenannten Pötten (engl. Pots) erlangt. Diese sind, wie auch einige der Münzen, in Blöcken versteckt. Folgende Pötte gibt es im Spiel zu finden:
- Knoblauch-Pott: Ist Wario nicht in der Form des Mini-Wario, verwandelt er sich zu Stier-Wario. Dann verfügt er über einen mächtigeren Rippenstoß, kann sich mit den Hörnern des Stierhelms an der Decke feststecken und eine Stampfattacke ausführen, die ein kurzes Beben verursacht und Gegner kurzzeitig lähmt. Auch Blöcke können mit dieser Attacke zertrümmert werden. Sammelt Mini-Wario einen Knoblauch-Pott ein, erlangt er seine Normalform wieder zurück.

- Stier-Pott: Dieser Pott verwandelt Wario in jedem Fall zu Stier-Wario mit den bereits beschriebenen Fähigkeiten.

- Drachen-Pott: Wario erhält einen Drachenhelm, mit dem er Feuer spucken kann. Damit kann er sowohl Blöcke zerstören als auch Gegner besiegen. Der Angriff funktioniert auch unter Wasser. Der Rippenstoß kann in dieser Form allerdings nicht eingesetzt werden.

- Jet-Pott: Mit dem Jethut, den Wario durch diesen Pott erhält, kann er überlange, waagerechte Strecken fliegen. Hier ist ebenfalls auch ein Angriff unter Wasser möglich.

#### Herzen
Häufig sind außerdem Herzen zu finden, für die es am unteren Bildschirmrand, wie auch für Münzen und Leben, eine eigene Anzeige gibt. Beim Einsammeln eines Herzens erhöht sich der Wert um zehn Zähler, beim Besiegen eines Gegners um eins. Überschreitet der Wert 99, erhält Wario ein zusätzliches Leben und der Zähler fängt wieder neu an.
Zudem gibt es sehr seltene große Herzen, die Wario 3 Extra-Leben geben. So existiert beispielsweise ein geheimer Endgegner, der, nachdem man ihn besiegt hat, dem Spieler 5 dieser Großen Herzen gibt.

### Endgegner
- gestachelter Koopa (Rice Beach)
- Höhlenstier (Mt. Teapot)
- boxender Pinguin (Sherbet Land)
- großer Tikki-Kopf (Stove Canyon)
- Bobo, der Bussard (S.S. Teacup)
- Geisterkönig (Parsley Woods)
- Captain Syrup/Lampengeist (Syrup's Castle)

### Spielende
Am Ende des Spiels ist ein Kampf gegen die Piraten-Anführerin Captain Syrup zu bestehen, die einen Lampengeist zur Hilfe ruft. Nach dem Besiegen des Lampengeistes kommt die Statue von Prinzessin Peach zum Vorschein, die aber sogleich von Mario abtransportiert wird. Wario konnte jedoch Captain Syrup die Lampe abjagen und ruft daher selbst den Geist, damit dieser ihm seinen ersehnten Wunsch nach einem Schloss erfüllt. Der Geist verlangt dafür allerdings bares Geld.
Es folgt die Abrechnung sämtlicher Münzen und Schätze. Je nachdem, wie viel Geld der Lampengeist erhält, fällt Warios neues Zuhause unterschiedlich aus. Im schlechtesten Fall erhält er nur ein Vogelhaus, im besten Fall einen Planeten. Letzteren erhält der Spieler jedoch nur dann, wenn er alle versteckten Schätze im Spiel gefunden hat. In den folgenden Wario-Spielen wird allerdings nicht der Planet, sondern das Schloss, die zweitbeste Möglichkeit, in die Handlung mit aufgenommen.